# Vergós Guerrejat
Vergós Guerrejat es una localidad española del municipio leridano de Estarás, en la comunidad autónoma de Cataluña.

## Historia
A mediados del siglo XIX, el lugar, ya por entonces perteneciente al municipio de Estarás, contaba con una población censada de 20 habitantes. La localidad aparece descrita en el decimoquinto volumen del Diccionario geográfico-estadístico-histórico de España y sus posesiones de Ultramar de Pascual Madoz de la siguiente manera:

VERGÓS GARREGAT: l. en la prov. de Lérida (15 leg.), part. jud. de Cervera (2), dióc. de Solsona (12), aud. terr. y c. g. de Barcelona (20), ayunt. de Estarás. sit. en una eminencia; su clima es frio, pero sano. Tiene 13 casas; iglesia parr. (Sta. Magdalena) servida por un cura de entrada y provision real; cementerio y buenas aguas potables. Confina N. Rubio; E. Freixanet; S. Cervera, y O. Monfalcó. El terreno es de inferior calidad. Los caminos dirigen á Cervera é Igualada, tomando á la 1/2 hora la carretera de Barcelona á Madrid: la correspondencia se recibe en Cervera. prod.: trigo, centeno y pastos; cria ganado lanar y vacuno, y caza de liebres, conejos y perdices. pobl.: 6 vec., 20 alm. cap. imp.: 16.249 rs. contr.: el 14'48 por 100 de esta riqueza.
(Madoz, 1849, p. 681)

En 2022 la entidad singular de población tenía una población censada de 31 habitantes y el núcleo de población 27 habitantes.